# Saint-Charles-de-Percy
Saint-Charles-de-Percy ist eine ehemalige französische Gemeinde mit zuletzt 204 Einwohnern (Stand: 1. Januar 2013), den Caro-Percyais, im Département Calvados in der Region Normandie.
Am 1. Januar 2016 wurde Saint-Charles-de-Percy im Zuge einer Gebietsreform zusammen mit 13 benachbarten Gemeinden als Ortsteil in die neue Gemeinde Valdallière eingegliedert.

## Geografie
Saint-Charles-de-Percy liegt rund 13 Kilometer nordnordöstlich von Vire-Normandie nahe dem Fluss Souleuvre.

## Bevölkerungsentwicklung
| Jahr                             | 1793 | 1836 | 1876 | 1926 | 1946 | 1968 | 1990 | 2013 |
| Einwohner                        | 413  | 472  | 435  | 281  | 222  | 203  | 171  | 204  |
| Quelle: Cassini, EHESS und INSEE |      |      |      |      |      |      |      |      |

## Sehenswürdigkeiten
- Kirche Saint-Charles aus dem 18. Jahrhundert, seit 1958 Monument historique;[3] mehrere Malereien im Inneren der Kirche haben diesen Status bereits seit 1911 inne[4]
- Schloss aus dem 18. Jahrhundert

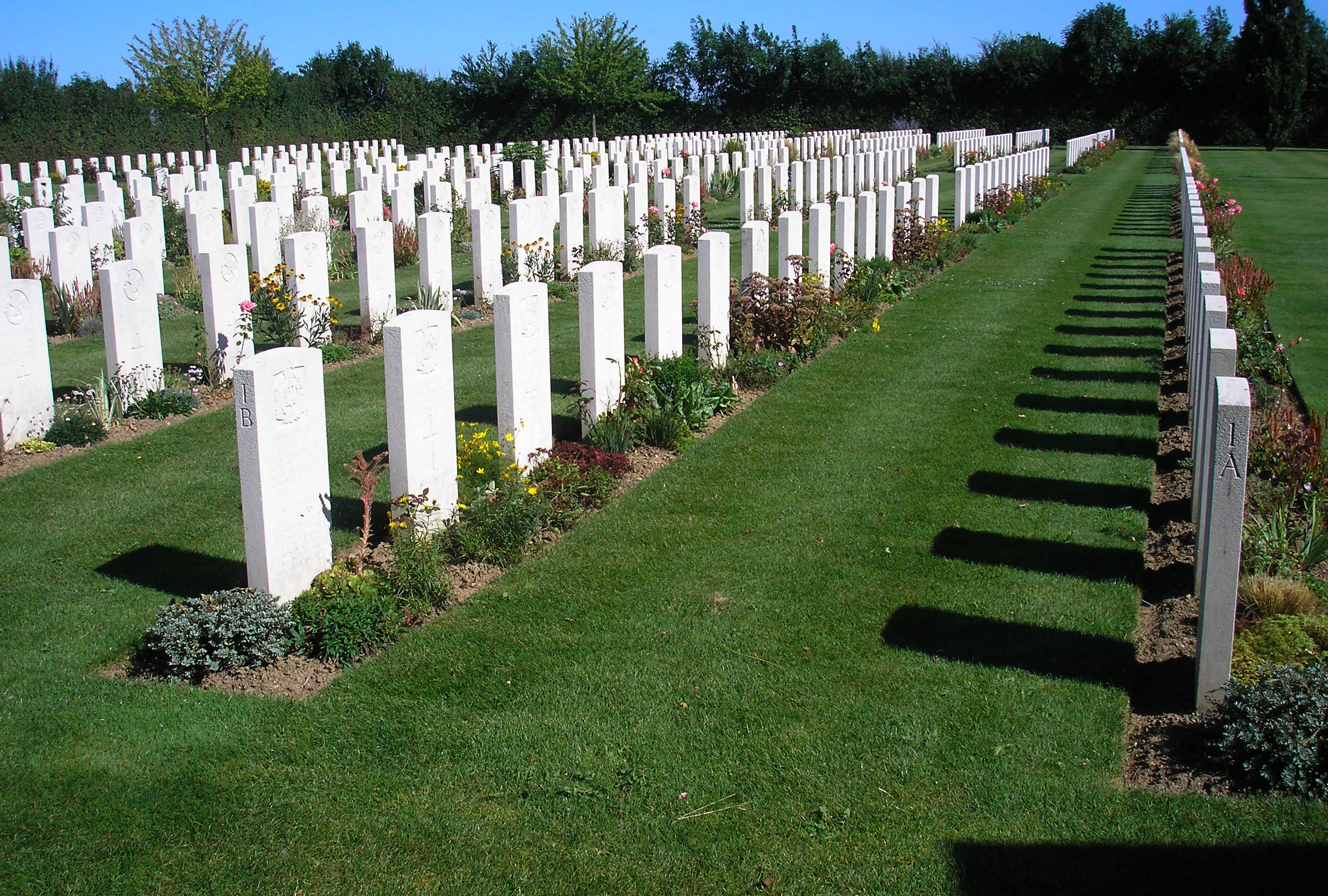
Soldatenfriedhof

- Soldatenfriedhof